# 칼로론
양자장론에서 칼로론(영어: caloron 캘러론[*])은 유한한 온도의 양-밀스 이론을 나타내는 솔리톤이다. 즉, 이는 한 차원을 축소화한 유클리드 공간 위의 양-밀스 순간자이다.

## 정의
콤팩트 리 군 {\displaystyle G}가 주어졌다고 하자. 칼로론은 4차원 리만 다양체
{\displaystyle \mathbb {R} ^{3}\times {\frac {\mathbb {R} }{\beta \mathbb {Z} }}}
위의, 게이지 군 {\displaystyle G}에 대한 양-밀스 순간자이다. 여기서 양의 실수 {\displaystyle \beta \in \mathbb {R} ^{+}}는 주기적 차원의 주기이다. 물리학적으로, 이는 (볼츠만 상수를 1로 놓았을 때) 절대 온도의 역수에 해당한다.

## 성질

### 모듈라이 공간
SU(N) 게이지 군의 칼로론의 모듈라이 공간을 생각하자. 모듈라이 공간을 정의하기 위해서는 다음과 같은 매개 변수들이 필요하다.
- 순간자수 {\displaystyle k\in \mathbb {Z} }
- 무한대에서의 윌슨 고리 (홀로노미) {\displaystyle \mathrm {P} \exp \textstyle \oint A\in G}. 이는 게이지 군을 카르탕 부분군으로 깬다. 그 고윳값을 {\displaystyle \exp(\mathrm {i} \lambda _{1},\dotsc ,\mathrm {i} \lambda _{N})}이라고 하자.
- 자하(磁荷) {\displaystyle q_{1},\dotsc ,q_{N}\in \mathbb {Z} }. 이들은 카르탕 부분군에 대한 자하이다.

그렇다면 이에 대한 칼로론 모듈라이 공간을 정의할 수 있다. 이는 리만 계량을 갖춘 {\displaystyle 4N|k|}차원의 오비폴드이며, (오비폴드 특이점을 무시하면) 초켈러 다양체이다.

### 남 방정식
SU(N) 칼로론은 남 방정식으로 구성할 수 있다. 이 경우 남 방정식은 원 위에 정의되며, 이 원 위의 벡터 다발의 차원은 {\displaystyle N}개의 점에서 바뀔 수 있다. 즉, 원은 {\displaystyle N}개의 구간으로 구성되며, 각 구간에서 벡터 다발의 차원은 일정하다.
| 남 방정식                     | 물리량                                |
| ----------------------------- | ------------------------------------- |
| 원의 분할에서, 각 구간의 길이 | 무한대에서의 윌슨 고리의 고윳값       |
| 원의 둘레 길이                | 절대 온도 {\displaystyle T} (에 비례) |
| 각 구간에서 벡터 다발의 차원  | 순간자수 및 자하(磁荷)                |
| 구간의 수 N                   | 게이지 군 SU(N)의 이중 콕서터 수      |

### 자기 홀극과의 관계
칼로론 모듈라이 공간의 차원은
{\displaystyle 4h^{\vee }(G)|k|}
이다. 여기서 {\displaystyle h^{\vee }(G)}는 게이지 군의 이중 콕서터 수이며, {\displaystyle k\in \mathbb {Z} }는 순간자수이다. 한 개의 (즉, {\displaystyle k=1}) 칼로론은 사실 {\displaystyle h^{\vee }(G)}개의 조각들로 이루어진 것으로 생각할 수 있으며, 각 조각은 자기 홀극으로 생각할 수 있다. 즉, 각 조각은 순간자수 {\displaystyle 1/h^{\vee }(G)}를 가지며, 자하(磁荷)의 절댓값이 1이다. 조각들의 자하의 총합은 0이며, 순간자수의 총합은 1이 되어 이는 한 개의 칼로론을 이룬다.
또한, 칼로론은 고리군 값의 자기 홀극으로 생각할 수도 있다.

## 역사
칼로론은 1978년에 배리 해링턴(영어: Barry J. Harrington)과 하비 셰퍼드(영어: Harvey K. Shepard)가 최초로 발견하였다. ‘칼로론’이라는 단어는 라틴어: calor 칼로르[*](열 熱)에서 유래하였으며, 유한 온도의 양-밀스 이론에서 중요하기 때문에 이러한 이름이 붙었다.